# Jane A. Adams
Jane A. Adams (* 1960 in Leicester) ist eine britische Schriftstellerin. Sie veröffentlicht ihre Bücher als Jane Adams oder Jane A. Adams.

## Leben
Adams wuchs in einer religiösen Familie auf, wobei ihre Mutter den Zeugen Jehovas angehörte. Adams studierte zunächst an der Leicester University Soziologie und war unter anderem als Sängerin in einer Folkrockband tätig. Sie begann zu schreiben, als ihr jüngstes Kind in die Schule kam. Ihr Debütroman The Greenway, der erste Teil der Krimireihe um Ermittler Mike Croft, erschien 1995 und wurde im selben Jahr für einen John Creasey Memorial Dagger nominiert. Zudem erhielt er eine Nominierung für den Author’s Club Best First Novel Award. The Greenway wurde unter anderem auf Deutsch (Der dunkle Pfad, 1998) und Schwedisch (Den gröna stigen, 1998) übersetzt. Es folgten zahlreiche weitere Romane in den Bereichen Krimi, Thriller, Science Fiction, Fantasy und Horror. Neben Buchreihen, unter anderem um die Ex-Ermittler Naomi Blake und Ray Flowers sowie die Mysteriereihe um Rina Martin, verfasste sie auch Einzelwerke. Ihre Romane erscheinen sowohl unter dem Namen Jane A. Adams als auch Jane Adams.
Adams lehrte bis zum Beginn der Corona-Pandemie Kreatives Schreiben und war gelegentlich als Dozentin, unter anderem von 2010 bis 2020 an der DeMontfort University in Leicester, tätig. Sie war von 2004 bis 2020 ein Royal Literary Fund Fellow an der Leicester University, Nottingham Trent University und DeMontfort University und ist Fellow der Royal Society of Arts.
Adams ist verheiratet, hat zwei Kinder und lebt in Leicester.

## Werke
Buchreihe um Detective Mike Croft
- 1995: The Greenway (dt.: Der dunkle Pfad)
- 1996: Cast the First Stone (Neuveröffentlichung unter dem Titel The Secrets)
- 1999: Their Final Moments (dt.: Rebeccas Rückkehr)
- 2019: The Liar
- 2024: The Nail

Buchreihe um den früheren Detective Ray Flowers
- 2000: The Angel Gateway (Neuveröffentlichung unter dem Titel The Apothecary’s Daughter; dt.: Brandmale)
- 2002: Like Angels Falling (Neuveröffentlichung unter dem Titel The Unwilling Son)
- 2002: The Drowning Men
- 2021: The Sister’s Twin

Buchreihe um die blinde Ex-Ermittlerin Naomi Blake
- 2002: Mourning the Little Dead (dt.: Die Stimme der Toten)
- 2003: Touching The Dark (dt.: Im Bann des Bösen)
- 2005: Heatwave
- 2006: Killing A Stranger
- 2007: Legacy of Lies
- 2011: Blood Ties
- 2011: Night Vision
- 2013: Secrets
- 2014: Gregory’s Game
- 2014: Paying the Ferryman
- 2016: A Murderous Mind
- 2018: Fakes and Lies

Buchreihe um Rina Martin
- 2008: A Reason to Kill (Neuveröffentlichung unter dem Titel Murder On Sea)
- 2008: Fragile Lives (Neuveröffentlichung unter dem Titel Murder on the Cliff)
- 2009: The Power of One (Neuveröffentlichung unter dem Titel Murder on the Boat)
- 2010: Resolutions (Neuveröffentlichung unter dem Titel Murder on the Beach)
- 2011: The Dead of Winter (Neuveröffentlichung unter dem Titel Murder at the Country House)
- 2012: Cause of Death (Neuveröffentlichung unter dem Titel Murder at the Pub)
- 2015: Forgotten Voices (Neuveröffentlichung unter dem Titel Murder on the Farm)
- 2023: Murder at the Willows
- 2023: Murder at the Wedding
- 2024: Murder at the Hotel

Henry-Johnstone-Reihe
- 2017: The Murder Book
- 2017: Death Scene
- 2018: Kith and Kin
- 2019: The Clockmaker
- 2020: The Good Wife
- 2021: Old Sins
- 2021: Bright Young Things
- 2022: The Girl in the Yellow Dress
- 2023: The Room with Eight Windows
- 2024: Cold Bones

Merrow-&-Clarke-Reihe
- 2020: Safe
- 2022: Kidnap

Weitere Romane (Auswahl)
- 1997: Bird (Neuveröffentlichung unter dem Titel The Other Woman)
- 2001: Martin H Greenberg (Hrsg.): Murder Most Celtic (enthält die Kurzgeschichte Stealing the Dark von Jane Adams)
- 2004: Then She Was Dead
- 2006: The Woman in the Painting
- 2021: Bury Me Deep (Beginn der Reihe um Detective Rozlyn Priest)